# Viper Dart

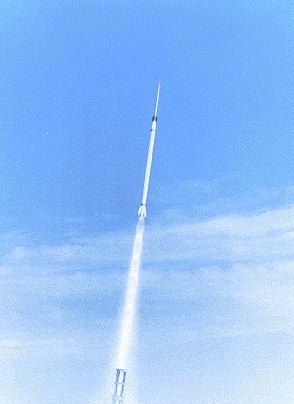
Viper Dart

Viper Dart war eine in zwei Versionen gebaute US-amerikanische Höhenforschungsrakete. Von der Viper Dart wurden 187 Exemplare gebaut.
Die Viper IIIA hat eine Gipfelhöhe von 120 km, einen Durchmesser von 0,11 m und eine Länge von 3,40 m. 
Die Viper V hat eine Gipfelhöhe von 150 km, einen Durchmesser von 0,18 m und eine Länge von 3,40 m. 